# Омония (станция метро)
Омония (греч. Ομόνοια) — пересадочный узел Афинского метрополитена, состоящий из двух одноимённых станций на линиях 1 («зелёной») и 2 («красной»). Расположен под одноимённой площадью.
Построенная в 1860-е годы паровозная железная дорога, соединяющая Афины и порт Пирей, заканчивалась современной станцией «Тисио». В 1890-е годы эту дорогу было решено продлить до станции «Омония», рядом с одноимённой площадью. При этом в ходе постройки участка «Тисио»—«Омония» были обнаружены остатки древнего рынка. Станция была открыта 17 мая 1895 года, одновременно со станцией «Монастираки», и стала конечной на линии. В 1904 году линия была электрифицирована.
В конце 1920-х годов компании, владевшей дорогой «Омония»—«Пирей», была передана дорога, ведущая в северные районы Афин, в связи с чем станции на площади Омония и на площади Аттика были соединены двухпутным электрифицированным туннелем, а сама станция «Омония» была перенесена к северу (расположение старой станции было признано неудачным) и построена под землёй. Новая станция была открыта 21 июля 1930 года, оборудована двумя платформами (островной и боковой) и тремя путями.
В 2000 году был открыт первый участок линии 2, на котором была построена пересадочная станция «Омония» (на глубине 33 м), оборудованная боковыми платформами.
К открытию Летних Олимпийских игр 2004 года станция на линии 1 была отреставрирована.